# JESSICA (DIR EN GREYの曲)
「JESSICA」（ジェシカ）は、Dir en greyのメジャー11枚目のシングル。

## 概説
- 2ヶ月連続リリースシングルの第1弾。
- この時期、京は雑誌で「ラブ・ソングを歌っていく」という発言をしている。
- ミュージッククリップにはアニメーションを採用しており、メンバーの映像が立体、平面と変化するシーンとの2つで構成されている。

## 曲目
1. JESSICA
(詞:京 曲:薫 編曲:Dir en grey)
詞に出てくるSid Vicious & Nancyとは、セックス・ピストルズのベーシスト、シド・ヴィシャスとその恋人ナンシー・スパンゲンの事である。また、Edward H. Geinとは、何故か「H」が入っているが、猟奇殺人鬼のエドワード・ゲインであると思われる。
2. 24個シリンダー
(詞:京 曲:Die 編曲:Dir en grey)
展開が多く用いられた、尺の長いロック・バラード。詞には英詞による語りも挿入されるなど、新しい試みが取り入れられている。アルバム「鬼葬」にも収録されている。
3. 24個シリンダー　GRENADE LUNCH MIX〜16キップリミックス
24個シリンダーのリミックスヴァージョン。
4. JESSICA (Demo Version)